# Tibor Máté
Tibor Máté, madžarski rokometaš, * 14. december 1914, † 1. januar 2007.
Leta 1936 je na poletnih olimpijskih igrah v Berlinu v sestavi madžarske rokometne reprezentance osvojil četrto mesto.